# Styrène-butadiène
Le styrène-butadiène (sigle SBR, en anglais : styrene-butadiene rubber) est un copolymère du butadiène et du styrène. Il appartient à la famille des polymères styréniques.
Plus la teneur en motifs butadiéniques du copolymère sera élevée, plus le caractère élastomère sera marqué, au détriment du caractère thermoplastique.
Cet élastomère à usages généraux est stable de −50 à +80 °C.
Il peut être mélangé à des huiles minérales, des hydrocarbures aliphatiques, aromatiques ou chlorés.
Il est très utilisé dans la fabrication des pneumatiques : il possède une grande résistance à l’abrasion (grâce à la partie styrénique), au vieillissement et à l’ozone (il contient moins de double liaison carbone-carbone que le caoutchouc naturel).
À l’origine, on utilisait du sodium comme catalyseur (d’où l’appellation commerciale de caoutchoucs Buna S). Il a d’abord été développé industriellement par l’Allemagne en 1930, puis plus massivement en 1942 par les États-Unis, privés de leur caoutchouc naturel par le Japon.

## Utilisations
- Produit de coupage pour les caoutchoucs naturels
- Tubes
- Automobile
- Enduction des toiles (moquette).

## Autre copolymère dérivé du polybutadiène: le SBS
À partir de butadiène et de styrène, il est possible de fabriquer des copolymères séquencés (copolymères bloc) SBS ou poly(styrène-b-butadiène-b-styrène). Ils sont préparés par polymérisation anionique en solution. Les blocs butadiéniques représentent environ 75 % en masse du polymère. Les SBS sont des élastomères thermoplastiques (TPE ou TPR en anglais).